# No Matter
No Matter è un singolo di Mario Fargetta in collaborazione con i Montecarlo Five, interpretato da Mario Biondi e pubblicato nel 2006.